# Maren Baumbach
Maren Baumbach, född 14 januari 1981 i Stuttgart i Tyskland, är en tysk före detta handbollsspelare. Hon spelade mest som mittnia.

## Karriär
Maren Baumbach började spela handboll vid åtta års ålder i TV Oeffingen, under tränaren Eberhard Schreiner, och fyra år senare 1993 flyttade hon till VfL Waiblingen. Med  Waiblingen vann hon två tyska mästerskap för A-ungdomar i rad. Från 1999 spelade Baumbach en säsong vardera för TuS Metzingen och därefter en däsong för TuS Eintracht Minden.
Från 2001 till 2007 spelade hon för bundesligaklubben DJK/MJC Trier och vann tyska mästerskapet med klubben 2003. Hösten 2007 flyttade Baumbach till Danmark och spelade för FCK Håndbold. Under sommaren 2009 beslutade Baumbach att ta en paus från handbollen på ett år. Baumbach återvände 2010 till bundesliga och spelade för VfL Sindelfingen. När klubben gick i konkurs 2011 avslutade hon spelarkarriären.
Med de tyska ungdomslandslaget vann hon brons vid europamästerskapen för ungdomar 1999. Maren Baumbach debuterade den 14 juni 2000 mot Sydkorea i Tyskland damlandslag i handboll. Hon spelade 120 landskamper och antecknades för 341 mål. Hon deltog i EM 2004 (5:e plats) och 2006 (4:e plats). Största meriten blev ett VM-brons 2007. Kort efter OS 2008 som hon deltog i slutade hon spela för landslaget. Baumbach var efter karriären ledare för det tyska damlandslaget från september 2019 till september 2022.

## Meriter i klubblag
- Tysk mästare för A-ungdomar 1998 och 1999 med VfL Waiblingen.[1]
- Tysk mästare 2003 med DJK/MJC Trier
- Vinnare av Cupvinnarcupen 2009 med FCK Köpenhamn